# هانس فوجت
هانس فوجت (بالألمانية: Hans Vogt)‏ هو أستاذ جامعي وملحن ألماني، ولد في 14 مايو 1911 في غدانسك في بولندا، وتوفي في 19 مايو 1992 في Metterich ‏ في ألمانيا.

## وصلات خارجية
- هانس فوجت على موقع IMDb (الإنجليزية)
- هانس فوجت على موقع ميوزك برينز (الإنجليزية)